# Túnica vaginal
A túnica vaginal é a bolsa de membrana serosa que cobre os testículos. É derivado do processo vaginal do peritônio, que no feto precede a descida dos testículos do abdome para o escroto.
Após sua descida, a porção da bolsa que se estende do anel inguinal abdominal até a parte superior da glândula se torna obliterada; a parte inferior permanece como um saco fechado, que investe a superfície de cada testículo e é refletido na superfície interna do escroto; portanto, pode ser descrito como consistindo de uma lâmina visceral e parietal.

## Lâmina visceral
A lâmina visceral (lamina visceralis) cobre a maior parte dos testículos e epidídimos, conectando os últimos ao testículo por meio de uma dobra distinta. A partir da borda posterior da glândula, ela é refletida na superfície interna do escroto.

## Lâmina parietal
A lâmina parietal (lamina parietalis) é muito mais extensa que a visceral, estendendo-se para cima por alguma distância na frente e no lado medial da medula, e alcançando abaixo do testículo. A superfície interna da túnica vaginal é lisa e coberta por uma camada de células mesoteliais escamosas simples. O intervalo entre as laminas visceral e parietal constitui a cavidade da túnica vaginal.

## Cavum vaginale

Desenho esquemático de um corte transversal através do processo vaginal. 1 testículo, 2 Epidídimo, 3 Mesorrício, 4 Lâmina visceral da Túnica vaginal, 5 Lâmina parietal da Túnica vaginal, 6 Cavum vaginale, 7 Epidídimo, 8 Fáscia espermática interna

O cavum vaginale é a cavidade da túnica vaginal. O testículo está suspenso em um espaço, o cavum vaginale, do qual é separado pela camada visceral da túnica vaginal. Este último é continuado até o epidídimo, nas margens laterais do qual é refletido para a frente como a camada parietal, e como este é mais extenso do que a camada visceral, a cavidade vaginal nomeado cavidade resulta. O testículo é envolvido por uma cápsula espessa de tecido fibroso, a túnica albugínea. A túnica albugínea envia prolongamentos para dentro, dividindo o testículo em lóbulos. Cada lóbulo contém os túbulos seminíferos, estendendo-se da base onde terminam às cegas, em direção ao ápice.

## Doenças
- Mesotelioma
- Hidrocele[2]
- Corpos cartilaginosos[3]
- Hematocele[4]